# ODESSA
ODESSA (niem. Organisation der ehemaligen SS-Angehörigen, pol. Organizacja Byłych Członków SS) – teoria spiskowa zakładająca istnienie po drugiej wojnie światowej wpływowej, tajnej organizacji, pomagającej nazistowskim zbrodniarzom wojennym w ucieczce przed wymiarem sprawiedliwości i rozpoczęciu nowego bezpiecznego życia. Organizacja miała zostać założona i kierowana przez członków SS, mieć charakter scentralizowany i dysponować znacznym majątkiem umożliwiającym działanie o zasięgu międzynarodowym. W rzeczywistości za tego typu procederami stał szereg pomniejszych, najczęściej niepowiązanych ze sobą organizacji i siatek konspiracyjnych oraz rządy niektórych państw, których niezależne działania przypisywane są zbiorczo fikcyjnej ODESSIE.

## Historia
Genezą mitu o istnieniu ODESSY było śledztwo prowadzone na przełomie 1946 i 1947 roku przez amerykański kontrwywiad (CIC) w sprawie plotek o istnieniu tajnej nazistowskiej organizacji działającej na rzecz byłych członków SS. Pomimo początkowego zainteresowania służb kontrwywiadowczych, nie ustalono żadnych przesłanek mogących potwierdzać okoliczności domniemanego powstania takiej organizacji, jej struktury, jakichkolwiek podejmowanych działań ani w ogóle jej istnienia.
Pomimo uznania przez amerykański kontrwywiad doniesień o ODESSIE za niewiarygodne i zamknięciu dochodzenia, plotki na jej temat dalej się rozprzestrzeniały, niejednokrotnie podsycane przez samych nazistów. We wczesnych latach powojennych popularny stał się mit o rzekomej tajnej konferencji elity III Rzeszy, która miała odbyć się 10 sierpnia 1944 roku w hotelu „Maison Rouge” w Strasburgu. Tematem konferencji miała być próba „ocalenia nazizmu” poprzez zdeponowanie za granicą ogromnego majątku w celu sfinansowania potężnej konspiracyjnej organizacji, która w przyszłości da podwaliny pod „IV Rzeszę”. Mimo całkowitej niedorzeczności mitu, do jego szerszego rozpropagowania i niejako uwiarygodnienia przyczynił się znany łowca nazistów Szymon Wiesenthal (szczerze wierzący w istnienie ODESSY). W swojej książce The Murderers among Us utrzymywał on, iż w 1950 roku dowiedział się o istnieniu tejże organizacji od niejakiego „Hansa” mającego być byłym funkcjonariuszem niemieckiego wywiadu. Przez resztę życia Wiesenthal wielokrotnie powracał do tematu ODESSY, sprowadzając ją wręcz do symbolu nazistowskiej bezkarności w powojennym świecie.
Istotnym elementem, który wpłynął na rozpowszechnienie się mitu ODESSY, była również popularność wydanej w 1970 roku powieści sensacyjnej Akta Odessy Fredericka Forsytha oraz nakręconego na jej podstawie 4 lata później filmu pod tym samym tytułem, przenosząc temat na pole kultury popularnej. Aura sensacji i tajemniczości okalająca ODESSĘ stała się z czasem atrakcyjnym motywem licznych mniej lub bardziej wiarygodnych publikacji, utwierdzając istnienie mitu przez niektórych odbieranego za fakt.
W rzeczywistości, niemieccy zbrodniarze unikali sprawiedliwości poprzez osobiste koneksje oraz z pomocą nieformalnych, małych (często tymczasowych) siatek konspiracyjnych organizowanych przez byłych SS-mannów i ich sympatyków, a nie przez „potężną, scentralizowaną, międzynarodową organizację” jaką miała być ODESSA. Oprócz tego w ochronę nazistów zaangażowane były również same państwa alianckie (pozyskując w ten sposób wartościowe dla własnych celów osoby), a także m.in. Czerwony Krzyż oraz niektóre instytucje i dostojnicy Kościoła katolickiego.